# Barbus kubanicus
Barbus kubanicus es una especie de peces de la familia Cyprinidae.

## Morfología
Los machos pueden llegar alcanzar los 36,5 cm de longitud total.

## Hábitat
Es un pez de agua dulce.

## Distribución geográfica
Se encuentra en la cuenca del río Kuban y en el Mar de Azov cerca del estuario del Kuban.